# Liste der Auslandsvertretungen Guineas

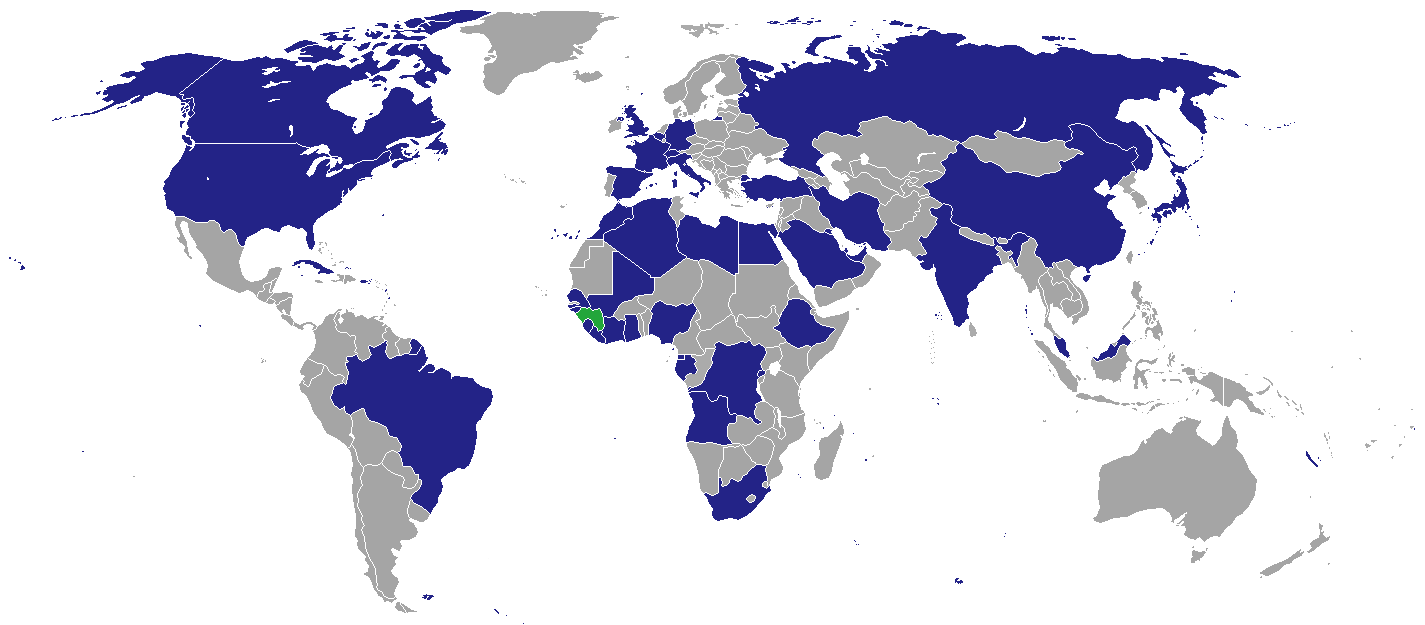
Standorte der diplomatischen Vertretungen Guineas

Dies ist eine Liste der diplomatischen und konsularischen Vertretungen Guineas.

## Diplomatische und konsularische Vertretungen

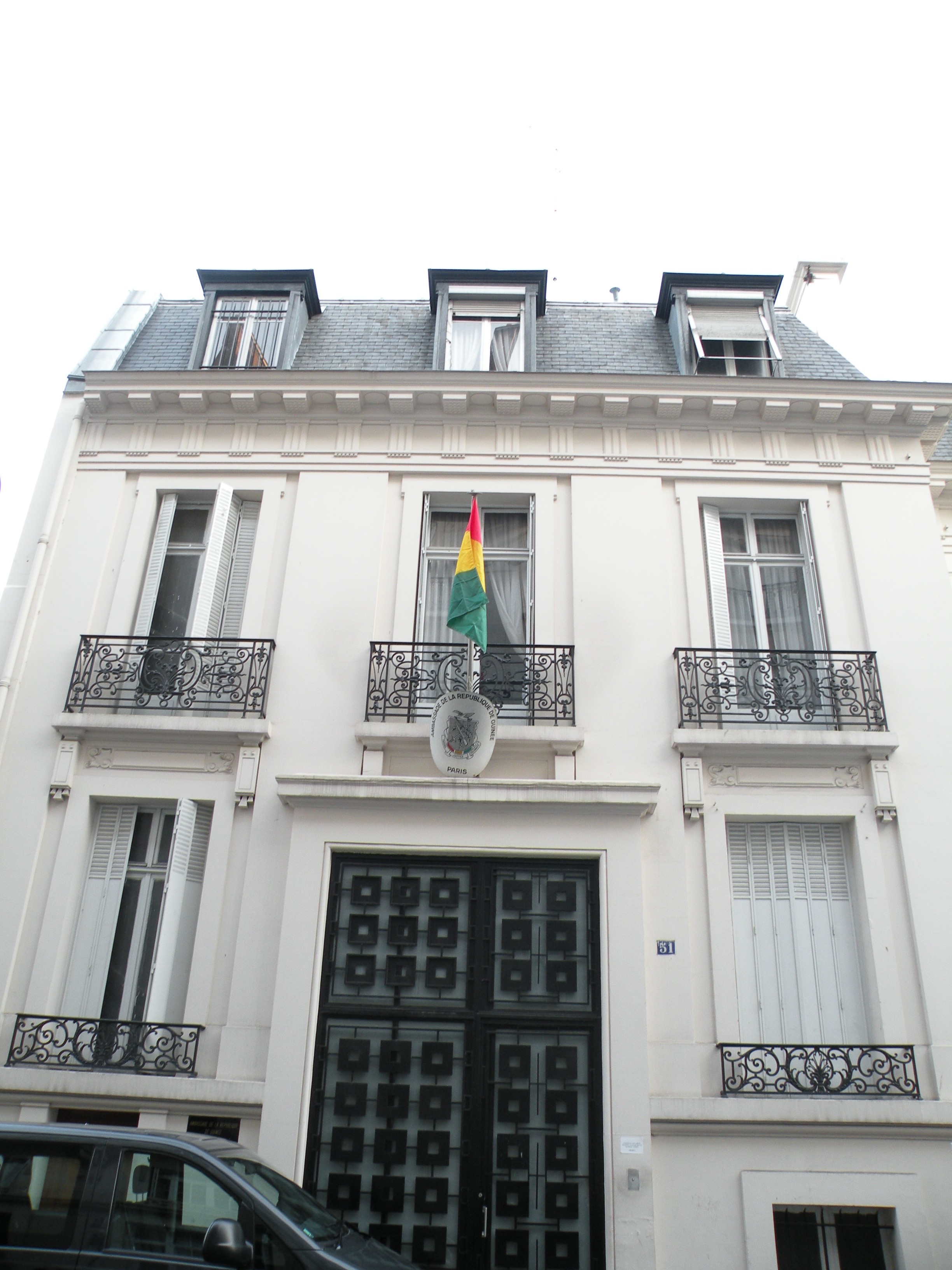
Guineische Botschaft in Paris

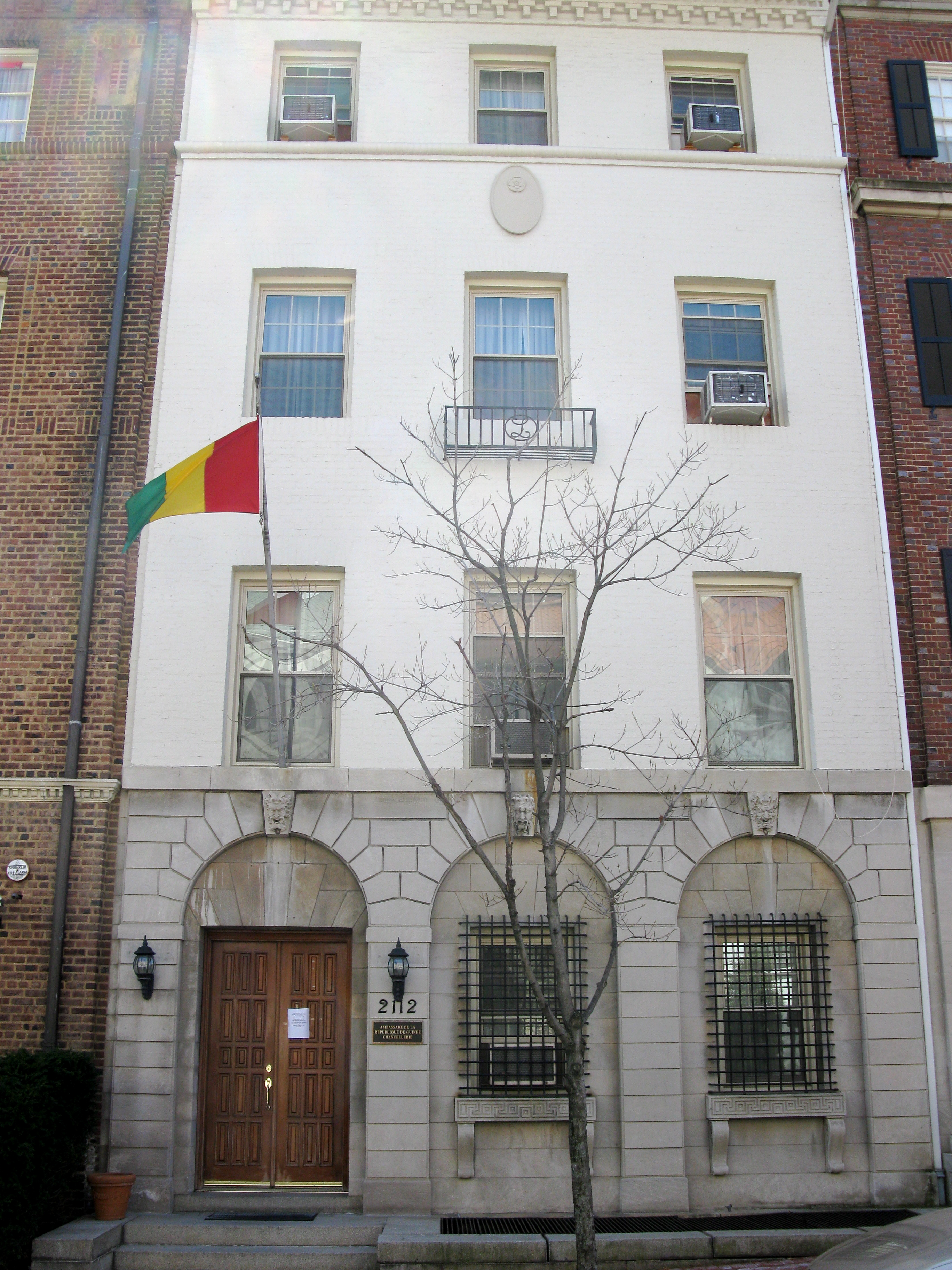
Guineische Botschaft in Washington, D.C.

### Afrika
| - Ägypten: Kairo, Botschaft - Algerien: Algier, Botschaft - Angola: Luanda, Botschaft - Äquatorialguinea: Malabo, Botschaft - Äthiopien: Addis Abeba, Botschaft - Elfenbeinküste: Abidjan, Botschaft - Gabun: Libreville, Botschaft - Ghana: Accra, Botschaft - Guinea-Bissau: Bissau, Botschaft | - Liberia: Monrovia, Botschaft - Libyen: Tripolis, Botschaft - Mali: Bamako, Botschaft - Marokko: Rabat, Botschaft - Nigeria: Abuja, Botschaft - Senegal: Dakar, Botschaft - Sierra Leone: Freetown, Botschaft - Südafrika: Pretoria, Botschaft |

### Amerika
| - Brasilien: Brasília, Botschaft - Kanada: Ottawa, Botschaft | - Kuba: Havanna, Botschaft - Vereinigte Staaten: Washington, D.C., Botschaft |

### Asien
| - Volksrepublik China: Peking, Botschaft - Indien: Neu-Delhi, Botschaft - Iran: Teheran, Botschaft - Japan: Tokio, Botschaft - Malaysia: Kuala Lumpur, Botschaft | - Saudi-Arabien: Riad, Botschaft - Saudi-Arabien: Dschidda, Generalkonsulat - Südkorea: Seoul, Botschaft - Vereinigte Arabische Emirate: Abu Dhabi, Botschaft |

### Europa
| - Belgien: Brüssel, Botschaft - Deutschland: Berlin, Botschaft - Frankreich: Paris, Botschaft - Italien: Rom, Botschaft - Portugal: Lissabon, Botschaft - Russland: Moskau, Botschaft | - Schweiz: Bern, Botschaft - Serbien: Belgrad, Botschaft - Spanien: Madrid, Botschaft - Türkei: Ankara, Botschaft - Vereinigtes Königreich: London, Botschaft |

## Vertretungen bei internationalen Organisationen
- Vereinte Nationen: New York, Ständige Vertretung
- Heiliger Stuhl: Vatikanstadt, Botschaft